# Valdesaz (Guadalajara)
Valdesaz es una localidad española, pedanía del municipio de Brihuega, perteneciente a la provincia de Guadalajara, en la comunidad autónoma de Castilla-La Mancha.

## Etimología
El topónimo Valdesaz está formado por Val y Saz, apócopes de 'valle' y 'sauce' o 'mimbrera' respectivamente, así como por la preposición de. Por tanto, Valdesaz significa "Valle de los Sauces" o "Valle de las Mimbreras".

## Geografía
Valdesaz se encuentra en la comarca de La Alcarria, situado en la confluencia de dos barrancos menores (Valdebrega y Valdearchilla) con el valle del río Ungría. Dista 28 km de la capital de provincia.
| Noroeste: Fuentes de la Alcarria | Norte: Fuentes de la Alcarria | Noreste: Brihuega |
| Oeste: Fuentes de la Alcarria    |                               | Este: Romancos    |
| Suroeste: Valdegrudas            | Sur: Caspueñas                |                   |

## Historia
Las primeras referencias históricas que hacen alusión a Valdesaz datan de 1221, cuando el arzobispo Rodrigo Jiménez de Rada lo menciona como aldea de Hita.

Hacia 1230 pasó a formar parte del señorío episcopal de la archidiócesis de Toledo. En ese momento aparece nombrado por el arzobispo Rodrigo Jiménez de Rada como Vallem Salicis. Poco más tarde, en el fuero concedido por el célebre eclesiástico a la villa de Brihuega, se le denomina Val de Salze.
Siglos más tarde, durante el reinado de Felipe II, es incluido en un pequeño señorío jurisdiccional encabezado por Fuentes de la Alcarria, y adquirido en 1579 por García Barrionuevo de Peralta.
El 22 de noviembre de 1672, Clara de Monroy, viuda de García de Barrionuevo, firma la licencia que convierte a Valdesaz en villa exenta, en nombre de su hijo Melchor de Barrionuevo, heredero del título de señor de la villa de Fuentes, pero aún menor de edad. El 31 de diciembre, el monarca Carlos II firma la orden de que otorga a Valdesaz el título de villa. Pablo Durón Cano, vecino de Brihuega y alcalde mayor de Villaviciosa, fue el encargado de hacer efectivo el traspaso de poderes el día 12 de enero de 1673. Un día después, el pueblo alzaba la picota y la horca, símbolos de villazgo, en la cuesta del Cermenio.
Hacia mediados del siglo XIX, la villa, por entonces con ayuntamiento propio, tenía contabilizada una población de 288 habitantes. La localidad aparece descrita en el decimoquinto volumen del Diccionario geográfico-estadístico-histórico de España y sus posesiones de Ultramar de Pascual Madoz de la siguiente manera:

VAL DEL SAZ: v. con ayunt. en la prov. de Guadalajara (4 leg.), part. jud. de Brihuega (1), aud. terr. de Madrid (17), c. g. de Castilla la Nueva, dióc. de Toledo (29). sit. al pie de un cerro que la resguarda de los vientos del N., tiene 66 casas; la consistorial, que sirve de cárcel y escuela de instruccion primaria, á la que concurren 12 alumnos, bajo la direccion de un maestro, sin mas dotacion que la convenida con los padres de los discípulos; una fuente de buenas aguas; una igl. (la Purísima Concepcion) aneja de la de Caspueñas; confina el térm. con los de Fuentes, Brihuega, Caspueñas y Val de Crudas; dentro de él se encuentran muchas fuentes de buenas aguas, y una ermita (la Soledad): el terreno bañado por el Ungria, es de buena calidad: tiene un monte poblado de encina y roble. caminos: los que dirigen á los pueblos limítrofes. correo: se recibe y despacha en Brihuega. prod.: cereales, vino, legumbres, cáñamo, ajos, hortalizas y pastos, con los que se mantiene ganado lanar, cabrio y vacuno; hay caza menor, y pesca de anguilas y alguna trucha. ind.: la agrícola y un molino harinero. comercio: esportacion del sobrante de frutos é importacion de los art. que faltan. pobl.: 73 vec., 288 alm. cap. prod.: 1.362,860 rs. imp.: 95,400. contr.: 5,498 rs.
(Madoz, 1849, p. 261)

El municipio de Valdesaz desapareció en 1970, al incorporarse junto a los de Archilla, Balconete, Castilmimbre, Fuentes de la Alcarria, Olmeda del Extremo, Pajares, Romancos, Tomellosa y Villaviciosa de Tajuña al término municipal de Brihuega.

## Demografía
| Gráfica de evolución demográfica de Valdesaz entre 1842 y 1960 |
| |
| Población de derecho según los censos de población del INE Población de hecho según los censos de población del INEEntre el censo de 1970 y el anterior, este municipio desaparece porque se integra en el municipio Brihuega |

## Patrimonio
- Iglesia parroquial de la Inmaculada Concepción. Se levantó a mediados o finales del siglo XVI, posiblemente sobre el primitivo templo de estilo románico. En su interior albergó ocho retablos construidos entre los siglos XVII y XIX, de los cuales tan solo el retablo Mayor y el de San Macario sobrevivieron a la Guerra Civil. La torre campanario, situada a los pies y perteneciente a la construcción original, alberga dos campanas fechadas en 1859 y 1959 respectivamente, las cuales fueron restauradas entre octubre de 2012 y marzo de 2013. La noche del 22 de octubre de 1978, se declaró un pavoroso incendió que asoló el templo y acabó con las bóvedas originales, el retablo de San Macario y parte del retablo Mayor.
- Ermita de Nuestra Señora de la Soledad. Fue levantada en 1634 por iniciativa de la Hermandad de la Vera Cruz. En su interior albergaba las tallas originales del siglo XVII que procesionaban las noches de Jueves y Viernes Santo, y que fueron destruidas durante la Guerra Civil. En la actualidad, acoge los pasos que se adquirieron como sustitutos tras el conflicto, de escaso valor artístico.
- Fuente "de arriba". Esta original fuente de estilo neoclásico fue levantada en 1791. Debido a su lamentable estado, se llevó a cabo una restauración integral en 2012.

## Fiestas y celebraciones
- San Macario (15 de enero). Solemne misa y procesión. Actuaciones musicales el fin de semana más próximo.
- Carnavales. Merienda de Jueves Lardero. Salida de "el Estudiante" y "la Amuguilla".
- Semana Santa. Celebración del Triduo Pascual. Procesión del Silencio. Procesión del Encuentro y volteo de campanas.
- El mayo (noche del 30 de abril o sábado más próximo). Puesta del "mayo" en la plaza.
- San Isidro (15 de mayo). Solemne misa, procesión y bendición de campos. Ágape en la plaza a cargo de la Hermandad de Labradores y Ganaderos.
- Semana Cultural (primera semana de agosto). Actividades lúdicas y culturales.
- Fiestas patronales en honor a San Macario (22 al 26 de agosto). Sueltas de reses bravas por las calles. Solemne misa, procesión y volteo de campanas. Verbenas nocturnas. Encierros por el campo. "La Carne".
- Navidades. Actos religiosos y tradicionales rondas.